# Rózsáslemezű pereszke
A rózsáslemezű pereszke (Tricholoma orirubens) a pereszkefélék családjába tartozó, Európában elterjedt, lombos- és fenyőerdőkben élő, ehető gombafaj. 

## Megjelenése
A rózsáslemezű pereszke kalapja 5-8 cm széles; alakja fiatalon domború, széles domború, idősebben laposan kiterül. Felszíne kezdetben nemezes, később szálassá, pikkelyessé válik. Színe barnásszürke, ezüstszürke, idősen feketés. 
Húsa vékony fehér, sérülésre lassan (több óra alatt) vörösödő. Íze és szaga gyenge, lisztre emlékeztet. 
Nem túl sűrűn álló lemezei a tönkre foggal ránőttek. Színük fiatalon fehér, majd szürkés. Idősen vagy megszáradva többé-kevésbé rózsás színűek.
Tönkje 4-8 cm magas és 1-1,5 cm vastag. Alakja hengeres, töve kissé gumós. Színe fehér, idősebben rózsásan foltos. Az öreg példányok töve kékesen foltos lehet. Felülete selymes, felül deres.
Spórapora fehér. Spórája széles ellipszoid, mérete 4-6,5 x 3-4,5 μm.

### Hasonló fajok
A fenyő-pereszke és a sárguló pereszke hasonlít hozzá. 

## Elterjedése és termőhelye
Európában honos. Magyarországon ritka.
Lombos és fenyőerdőben él, inkább meszes talajon. Szeptembertől novemberig terem. 

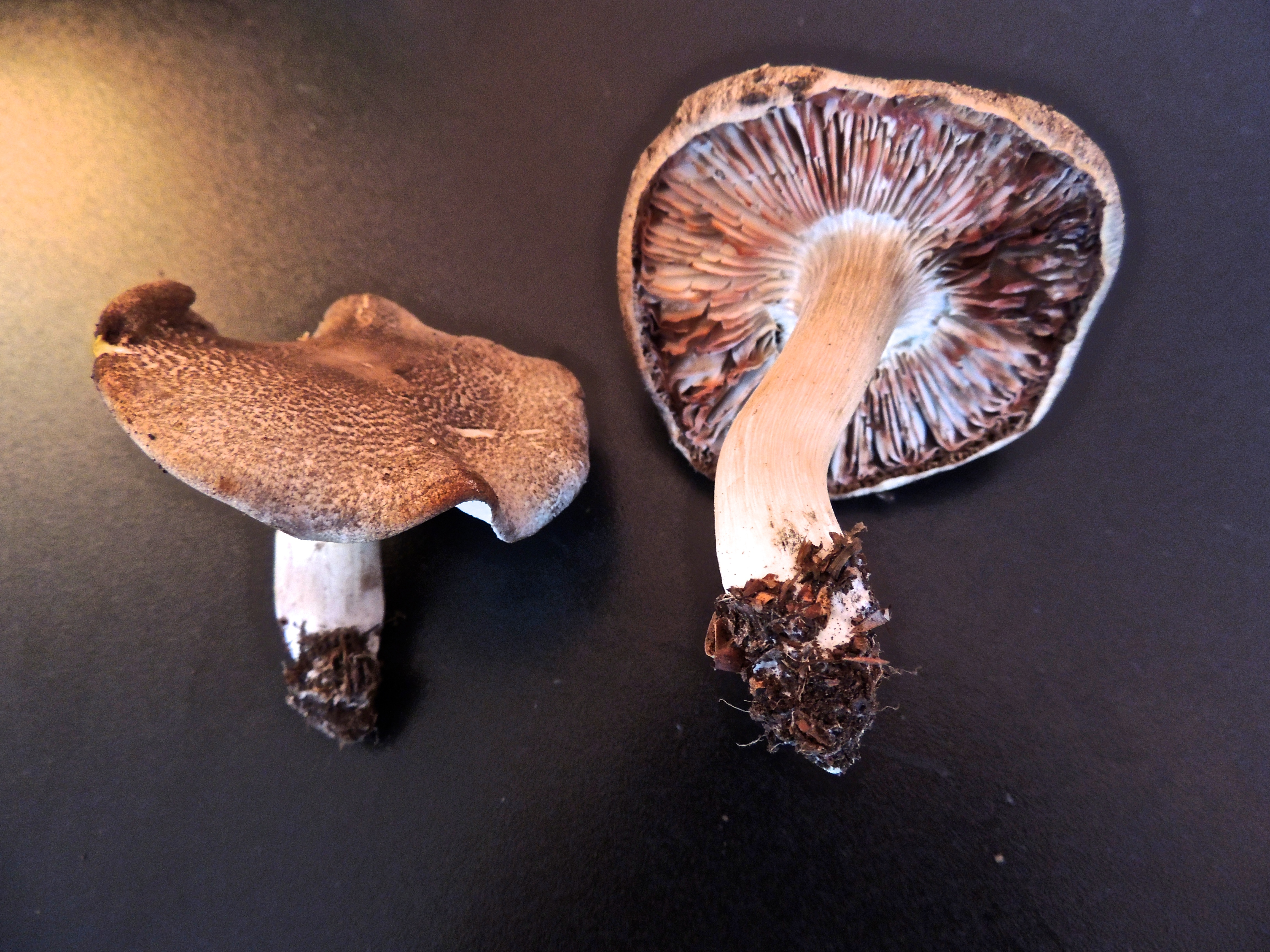
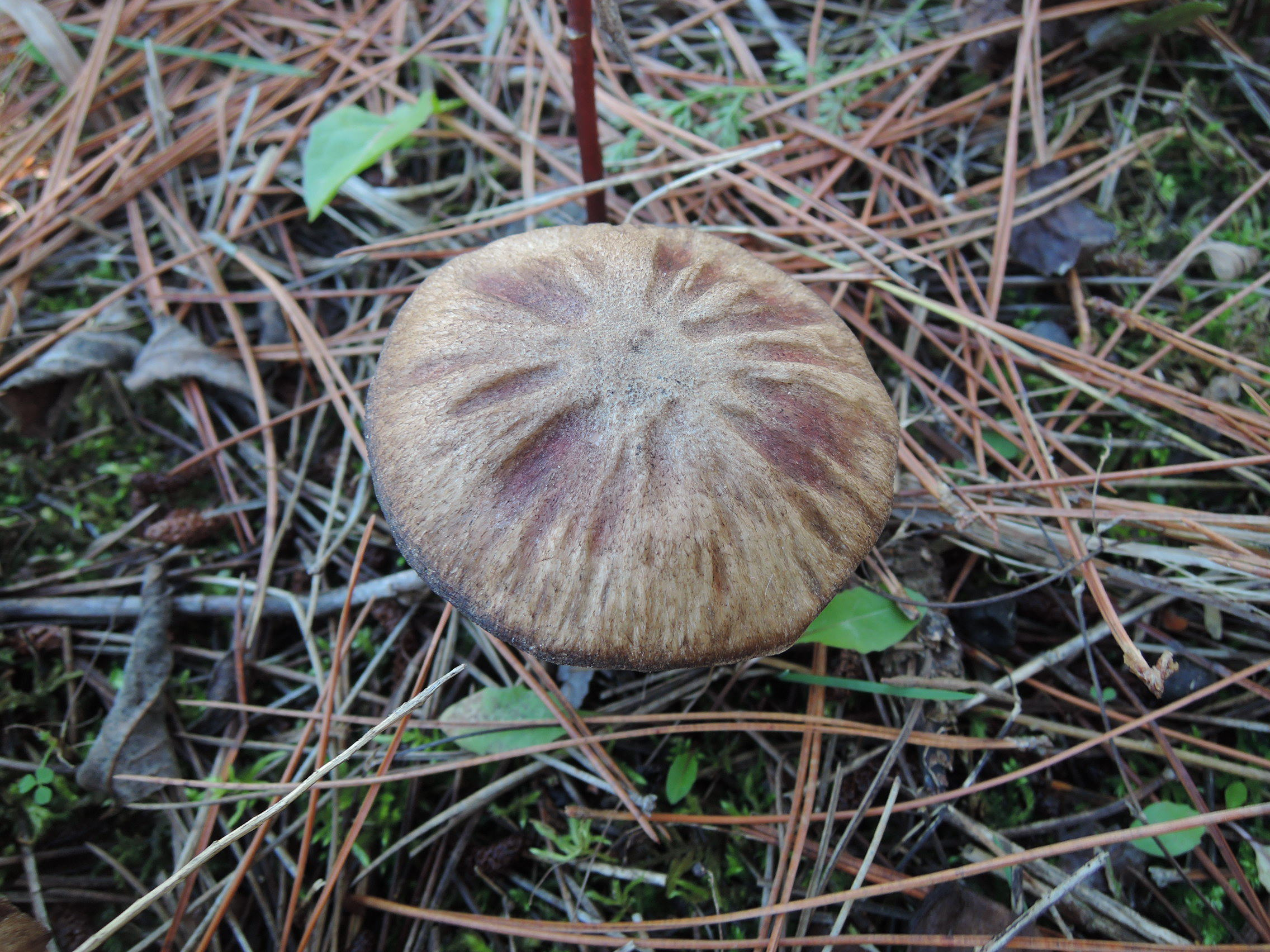
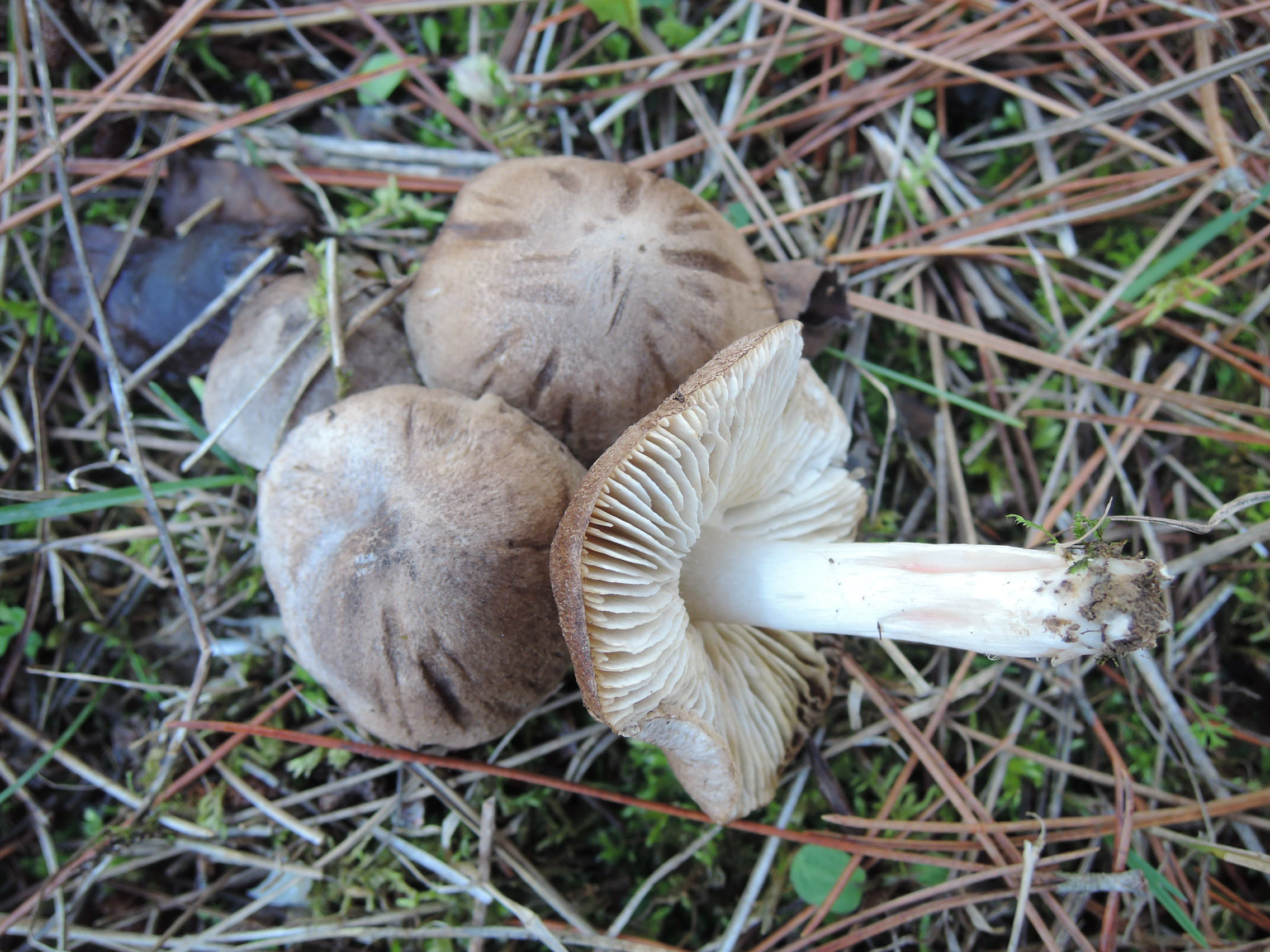
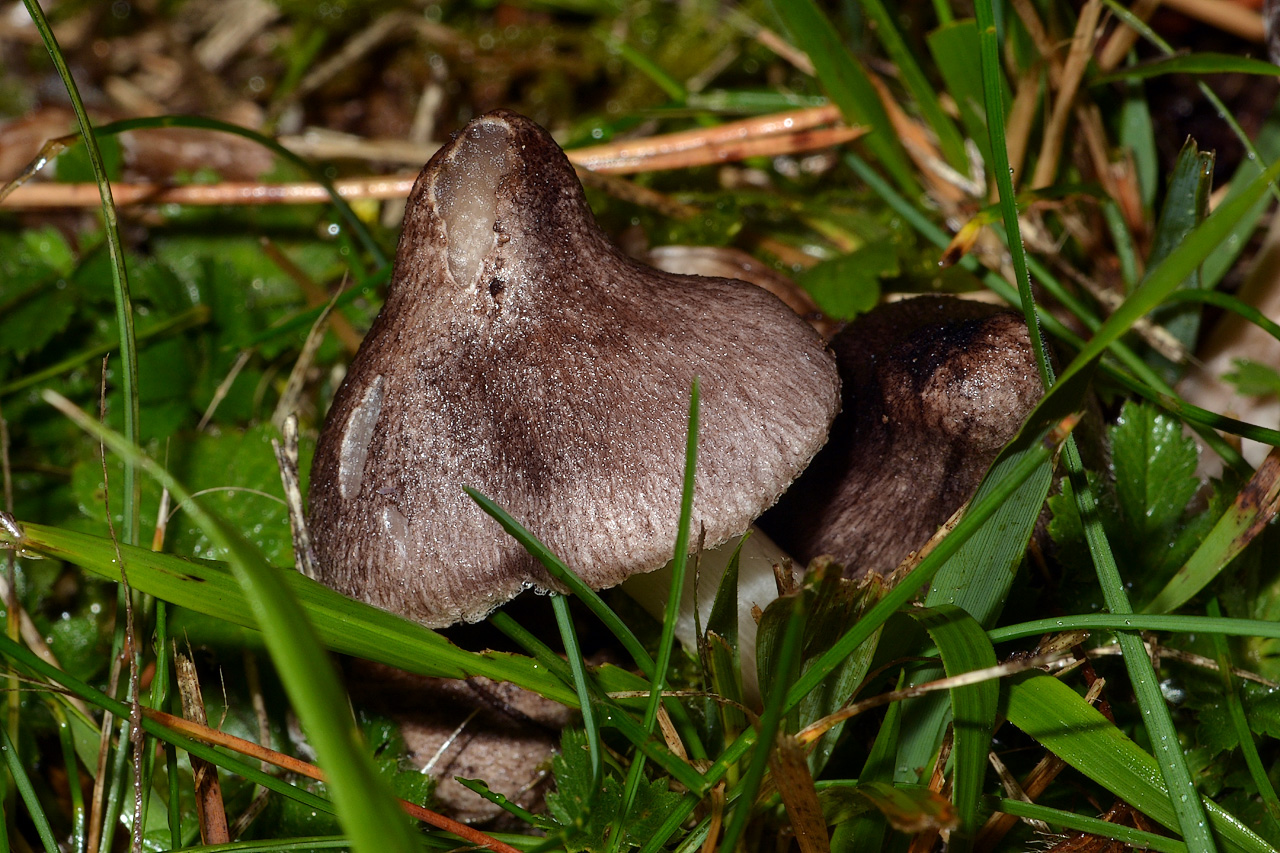
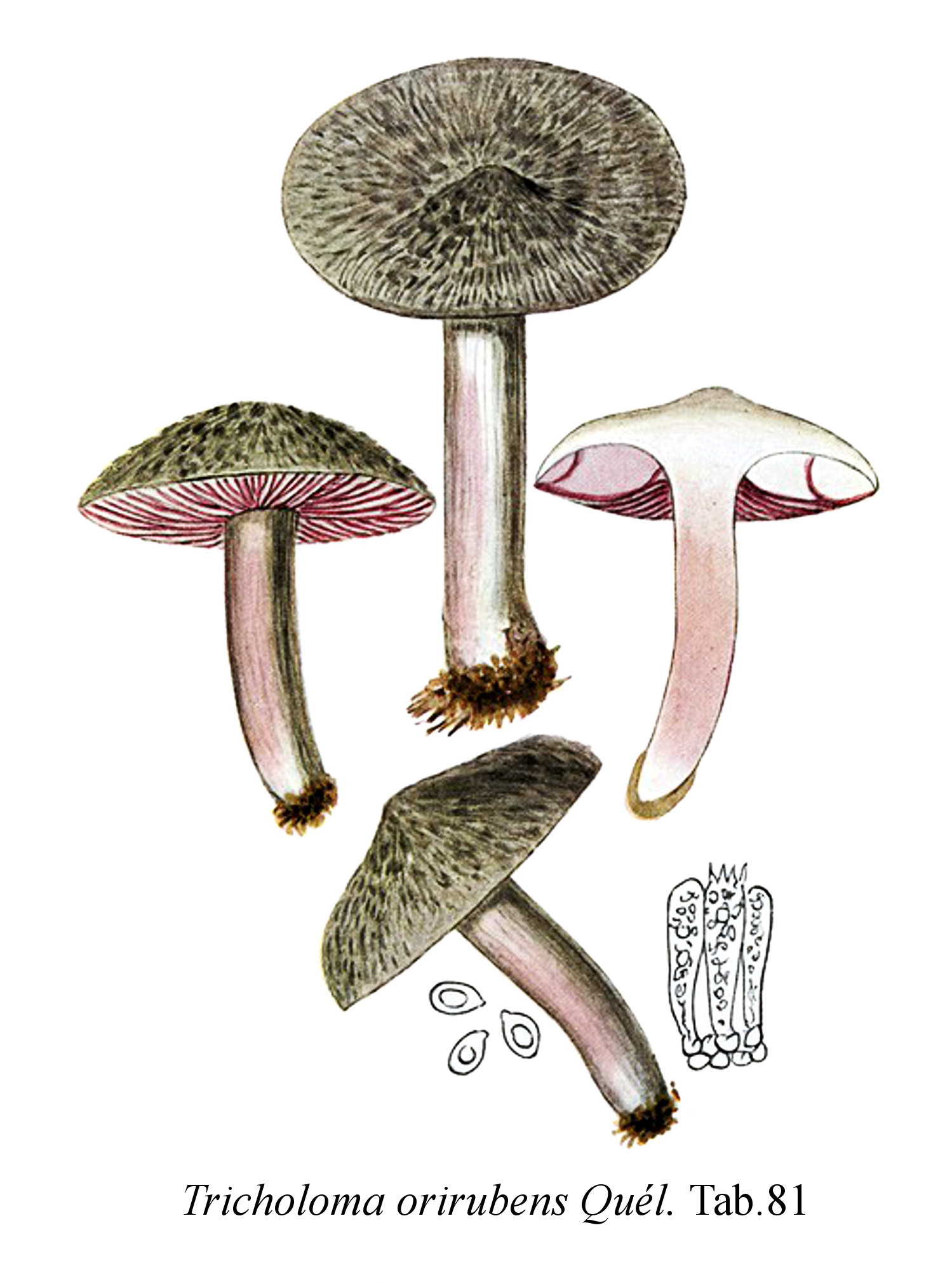

Ehető. 